# Seeking Infinity
Seeking Infinity (englisch Suche nach Unendlichkeit) ist das fünfte Album der belgischen Atmospheric-Doom-Band Pantheist. Nach langer Pause kehrte die Band in neuer Besetzung mit dem am 14. September 2018 veröffentlichten Konzeptalbum zurück.
Das weitgehend gelobte Album kombiniert den Funeral Doom der ersten beiden Pantheist-Alben mit der an Progressive-Rock und -Metal orientierten Musik der beiden Seeking Infinity vorausgegangenen Studioalben. Konzeptionell befasst sich das Album indes mit der Menschheitsgeschichte aus der Perspektive eines Zeitreisenden.

## Geschichte
Nach der Veröffentlichung ihres selbstbetitelten vierten Albums durchlief die Band diverse Besetzungswechsel um den Sänger und Keyboarder Kostas Panagiotou. Gitarrist Ilia Rodriguez und Bassist Mark Bodossian waren nach den Aufnahmen der Band ausgetreten. Aleksej Obradović war Pantheist kurz darauf beigetreten und übernahm die Rolle von Bodossian als Bassist. Als Gitarrist blieb Pepijn Houwelingen Teil der Band.
Das geplante Konzeptalbum wurde jedoch dreimal, in unterschiedlichen Konstellationen neu geschrieben. Die Band stand in der Zeit laut Panagiotou mehrmals vor dem endgültigen „Zusammenbruch“, doch habe sie es „glücklicherweise überstanden“ und es schien ihm, „dass dieses Album passieren sollte.“
Eine erste Version entstand in der Besetzung mit der Pantheist nach der Veröffentlichung des Vorgängeralbums auftrat. Diese Version enthielt Stücke, die später auf einer Fundraising-EP von Kostas Panagiotou unter dem Titel Chapters veröffentlicht wurde. Diese Demoaufnahmen aus dem Songwritingprozess, arrangierte er unter seinem Namen neu und ließ sie von dem Tontechniker, Produzenten und Musiker Déhà mastern. Die Veröffentlichung als Musikdownload, sowie ein begleitender Spendenaufruf sollte die Aufnahmen des Albums finanzieren. Nach dem Umzug des Gitarristen Houwelingen in die Vereinigten Staaten musste Panagiotou sich um einen Ersatz bemühen. Mit dem dazu hinzugezogenen Valter Cunha von Before The Rain schrieb die Band auf dessen Wunsch andere Stücke, da dieser ein härteres Album anstrebte. Nach drei Jahren des Prozesses schien die Gruppe nicht voranzukommen, „weil es zu viele kreative (und persönliche) Unterschiede in der Band gab, die die Atmosphäre und den Vibe beeinflussten“. Cunha verließ Pantheist und die verbleibende Gruppe verwarf das entstandene Material um erneut von vorne zu beginnen. Frank Allain, der ursprünglich als zweiter Gitarrist hinzugekommen war, blieb und arbeitete mit Panagiotou an den Stücken der ersten Fassung. In dieser Phase verließ der Schlagzeuger Sterghios Moschos die Gruppe und wurde durch Daniel Neagoe ersetzt. Aufgrund der finanziell angespannten Situation der Band kooperierte Pantheist zu den Aufnahmen nicht mit Greg Chandler, sondern ließ Neagoe die Tontechnik in den Priory Recording Studios sowie das Mastering übernehmen. Die Aufnahmen fanden in einem Zeitraum von neun Monaten in mehreren Sitzungen statt.
Zur Veröffentlichung des Albums als CD initiierte Panagiotou das Label Melancholic Realm Productions. Die Produktion wurde durch Vitaly Savisk von GS Productions unterstützt. Zur Veröffentlichung einer Vinylversion ging Pantheist eine Partnerschaft mit The Vinyl Division ein. Nach der vielfach gelobten Veröffentlichung bestritt die Band Konzerte in London und Antwerpen und trat als Vorband für Bell Witch auf.

## Albuminformationen
Das Konzeptalbum Seeking Infinity erschien am 14. September 2018 als Pantheists fünftes Studioalbum. Mit sechs separaten Stücken und einer Gesamtspielzeit von exakt einer Stunde war es die erste Veröffentlichung des von Panagiouto initiierten Labels Melancholic Realm Productions. Die Gestaltung des Begleitmaterials übernahm Cheryl Panagiotou, mit Unterstützung von Francesco Gemelli, der auch das Layout übernahm. The Vinyl Division veröffentlichte das Album mit Verzögerung, aufgrund eines Rohstoffmangels, am 14. August 2018 als LP.

### Konzept
Seeking Infinity und die von Panagiotou veröffentlichte EP Chapters ordnen sich einem gemeinsamen Science-Fiction-Konzept unter. Das Konzept und die Geschichte richteten sich auf das Konzept des namensgebenden Pantheismus. Dabei bezieht Panagiotou sein Verständnis vom Pantheismus auf Giordano Bruno und Baruch de Spinoza gepaart mit Ideen des Buddhismus.

„Ich glaube, dass die Natur selbst heilig ist und als solche behandelt werden muss, und ich glaube, dass die bloße Tatsache, dass es sie gibt, ein Wunder an sich ist. […] Es gibt keine „übernatürliche“ Welt jenseits der Phänomene, und die Welt hat all die Magie, die Sie brauchen. […] Ich empfinde auch die Ansicht der östlichen Philosophie und insbesondere des Buddhismus, deren Philosophie ich sehr hoch schätze natürlicher.“

Als wesentlich benannte er eine Vorstellung von Verbundenheit mit dem umgebenden Universum anstelle alles auf der Welt in kleinste Bestandteile zu zerlegen. Vor diesem Hintergrund verfasste Panagiotou die Erzählung Events. Die Geschichte handelt von dem zeitreisenden Professor Losaline, der auf der Suche nach einer universellen spirituellen und transzendentalen Struktur der Geschichte in die Vergangenheit reist. Beide Veröffentlichungen gehen von dieser Figur und ihren Erfahrungen und Überlegungen aus. Zentral kommt der Professor zu der Annahme, dass die „Zivilisation eine Spirale der ewigen Revolution“ ist. Dieser Satz findet sich im Booklet ebenso wie im Text des zweiten Stücks und ersten Liedes. Das intonierende Instrumentalstück Eye of the Universe nutzt einen Sample von Alan Watts über die Illusion von Individualität und Identität. Während die ersten drei Lieder, nach dem instrumentalen Intro von der Entdeckung des Feuers in Control & Fire über die einschneidende Rolle Jesus Christus in der Weltgeschichte in 500 B.C. to 30 A.D. - The Enlightened Ones, bis zum Untergang des byzantinischen Reichs in 1453: An Empire Crumbles widmen, geht die Band in den letzten Stücken Überlegungen zur jüngeren Vergangenheit, Gegenwart und Zukunft nach. Emergence bemüht ein bereits mehrmals bedientes Pantheist-Thema. Die verlorenen Mystik und globale Gewalt ausgehend vom Macht- und Erkenntnisstreben des Menschen. Seeking Infinity, Reaching Eternity kombiniert religiös-metaphorische Weltuntergangsbilder mit individuellen Betrachtungen von Einsamkeit und Verlust.
Zugleich sollte das Album retrospektiv die Geschichte des Klangs der Band erforschen. Die Idee war, eine Art Überblick über die Geschichte und die musikalische Entwicklung der Band zu gestalten. Dies sollte die Metaebene der Erzählung mit der subjektiven Geschichte der Gruppe verbinden, „da das Konzept ein historisches ist, das sich mit der Welt und der Geschichte in Form einer Spirale befasst.“ Das Konzept sei insgesamt, nicht wie ursprünglich gedacht stringent umgesetzt worden, im Album jedoch dennoch, als lose Verbindung verwirklicht worden.

### Gestaltung
Cheryl Panagiotou gestaltete das Begleitmaterial. Francesco Gemelli, der auch das Layout übernahm, optimierte die von ihr vorgefertigten Bilder. Das Coverbild zeigt einen mit weißer Maske und schwarzer Robe vollständig verhüllten, rechts der Mittellinie positionierten Menschen mit einer Laterne in der Hand, an einem nebeligen Strand. Das Bild ist in Sepiatönen gehalten. Die Farbwahl wiederholt sich in der gesamten Gestaltung des Begleitmaterials. Abgebildet werden dabei Wolken, Nebel und Vögel. Allen Bildern wurde mit Effekten Überbelichtung, und vermeintlichen Verschleißerscheinungen künstlich Alterung zugefügt.

### Stil
Im Funeral Doom hebt sich Pantheist generell durch den Einsatz von „flächigen Keyboards und der daraus resultierenden epischen, fast schon erhabenen, Atmosphäre“ ab. Diese Eigenständigkeit setzt sich auf Seeking Infinity ebenso fort wie Zwischenspiele mit gregorianischen Gesang, für die die Band seit ihrem Debüt bekannt ist. Auf Seeking Infinity kombiniert die Band Neoklassik, Gothic Metal, Progressive-Rock und -Metal in Form „verschiedene Tempi, Arrangements und Gesangsstile“ mit ihrem Funeral Doom. Dem Genre entspricht das „beschaulich walzen[de]“ Tempo. Mit einem Metrum von 139 BpM ist das ohne Rhythmusinstrument gespielte Instrumental Eye of the Universe das schnellste Stück des Albums. Das langsamste hingegen, das folgende Control & Fire, mit 67 BpM. Die weiteren Stücke besitzen mit Metren zwischen 68 und 120 BpM ebenfalls langsame Tempi. Die Stücke sind überwiegen im Grundton A-Dur verfasst, 500 B.C. to 30 A.D. - The Enlightened Ones wurde in h-Moll und Seeking Infinity, Reaching Eternity in d-Moll geschrieben. Trotz der Kombination früherer eigener Spielformen weist Seeking Infinity auch mehrere Neuerungen für die Band selbst auf. Das Gitarrenspiel besitzt eine ausgeprägtere Dynamik, die zwischen dem Riffing des Death Doom und ruhigeren neoklassischen Momenten variiert. Obradović und Neagoe verleihen der Musik dabei als Rhythmusgruppe Struktur sowie organische Dynamik. Der Gesang wird als „Death-Growls, […] Black-Geheule [und] Klargesang“ präsentiert.

## Wahrnehmung
Die Resonanz zu Seeking Infinity fiel ausschließlich positiv aus. Meistens wurde das Album hoch gelobt. Als „außergewöhnlich spannendes und vielseitiges Funeral-Doom-Werk“ wurde es als „Meisterwerk“ des Genres und Opus magnum der Band gerühmt. Und die „Essenz von Funeral Doom“ beinhaltend, sei es eines der besten Genreveröffentlichung des Jahres.